# Baeoura nigrolatera
Baeoura nigrolatera är en tvåvingeart som först beskrevs av Alexander 1920.  Baeoura nigrolatera ingår i släktet Baeoura och familjen småharkrankar.
Artens utbredningsområde är Malawi. Inga underarter finns listade i Catalogue of Life.